# Карлево
Карлево (пол. Karlewo) — село в Польщі, у гміні Щутово Серпецького повіту Мазовецького воєводства.
Населення — 160 осіб (2011).
У 1975-1998 роках село належало до Плоцького воєводства.

## Демографія
Демографічна структура станом на 31 березня 2011 року:
|          | Загалом | Допрацездатний вік | Працездатний вік | Постпрацездатний вік |
| -------- | ------- | ------------------ | ---------------- | -------------------- |
| Чоловіки | 86      | 17                 | 65               | 4                    |
| Жінки    | 74      | 18                 | 36               | 20                   |
| Разом    | 160     | 35                 | 101              | 24                   |